# Kobaltowce
| Grupa → | 9 VIIIB |
| ↓ Okres |         |
| ------- | ------- |
| 4       | 27 Co   |
| 5       | 45 Rh   |
| 6       | 77 Ir   |
| 7       | 109 Mt  |

Kobaltowce – pierwiastki chemiczne znajdujące się w 9 grupie układu okresowego (dawniej zaliczane do VIII grupy pobocznej) - są to kobalt (Co), rod (Rh), iryd (Ir) i meitner (Mt).

Kobaltowce
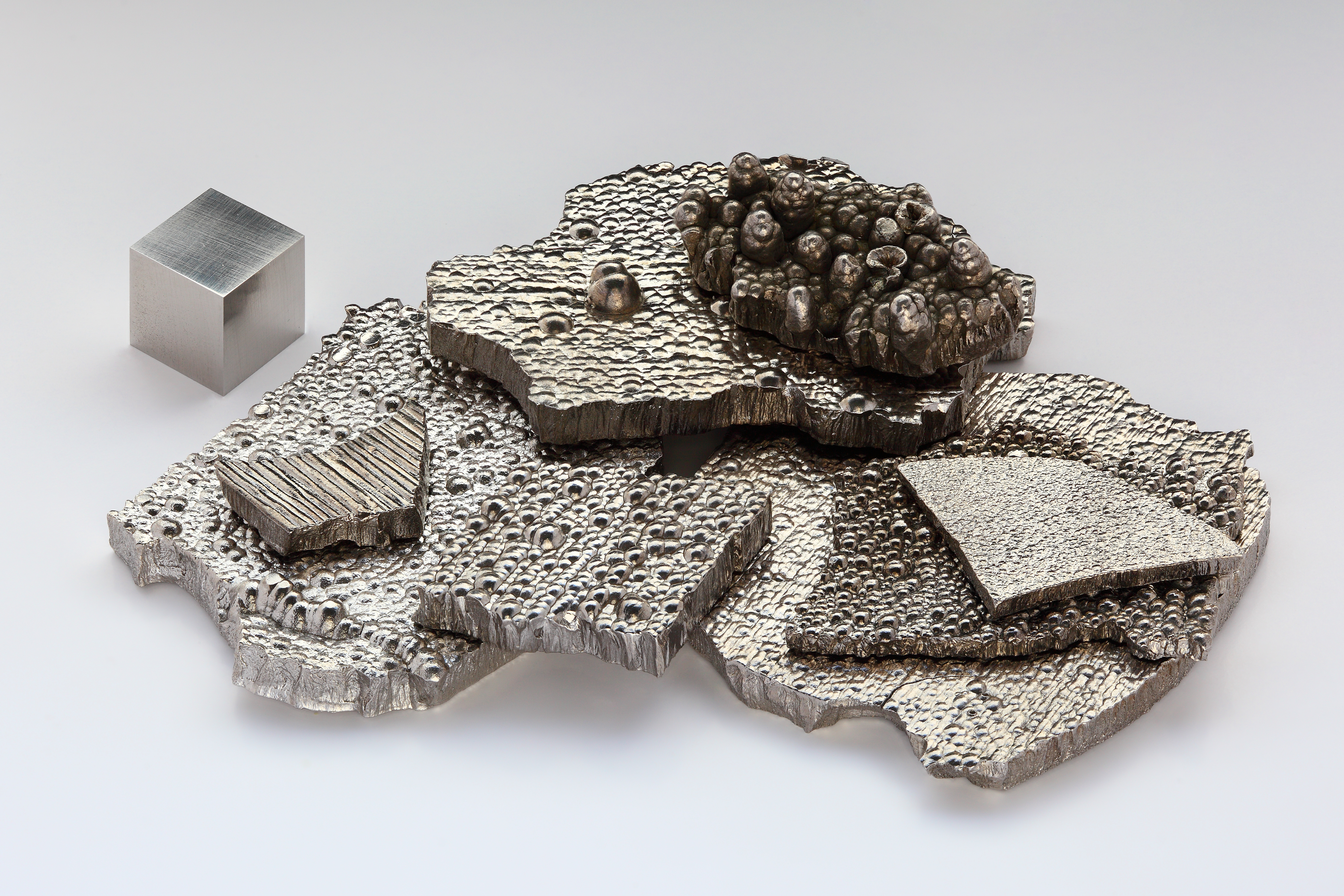
Kobalt
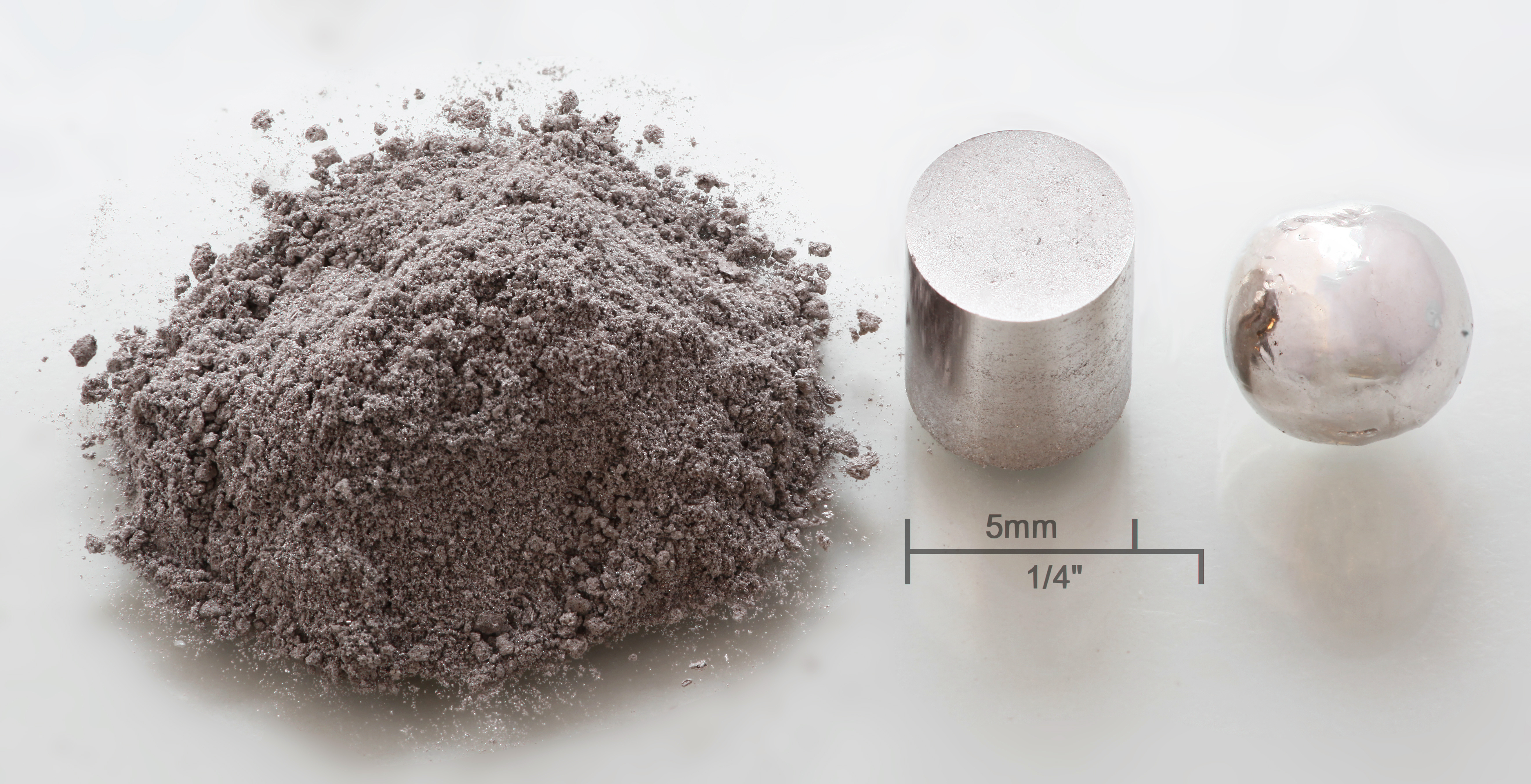
Rod
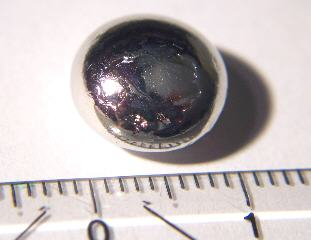
Iryd